# Brunon Czech
Brunon Czech (ur. 1918) – polski lekkoatleta chodziarz.

## Życiorys
W 1937 roku zajął 2. miejsce na mistrzostwach Polski seniorów w chodzie na 50 km na zawodach rozegranych w Białymstoku. W 1938 roku zwyciężył w mistrzostwach Polski w chodzie rozgrywanych w Poznaniu na dystansie 10 km.
W czasie swojej kariery sportowej należał do klubu Strzelec Katowice.

## Osiągnięcia

### Seniorzy – krajowe
| Rok  | Impreza                     | Miejsce   | Konkurencja   | Pozycja    | Wynik     |
| ---- | --------------------------- | --------- | ------------- | ---------- | --------- |
| 1937 | Mistrzostwa Polski seniorów | Białystok | chód na 50 km | 2. miejsce | 5:16:44,6 |
| 1938 | Mistrzostwa Polski seniorów | Poznań    | chód na 10 km | 1. miejsce | 53:17,8   |